# Bram de Groot

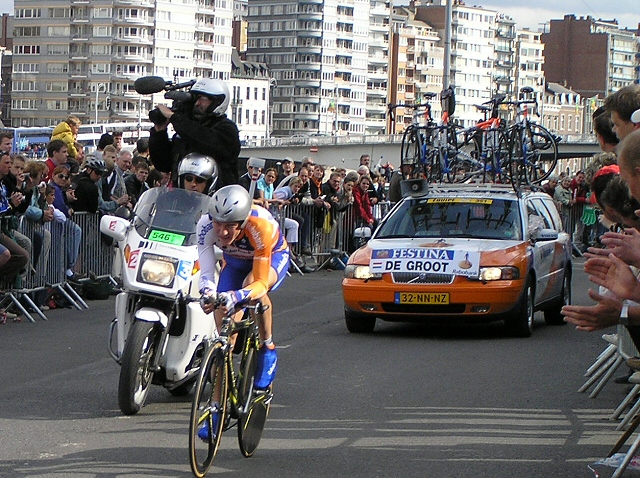
Bram de Groot en 2004

Bram de Groot est un coureur cycliste néerlandais, né le 18 décembre 1974 à Alkmaar. Professionnel de 1999 à 2009, il a effectué la totalité de sa carrière au sein de l'équipe Rabobank. Il y a principalement été un coéquipier pour les leaders de l'équipe. Il a ainsi participé au Tour d'Italie 2009 au côté du vainqueur Denis Menchov. Il a remporté une étape du Tour de Catalogne en 2003, ainsi que l'Uniqa Classic et le Delta Profronde en 2005.

## Biographie
Bram de Groot passe professionnel en 1999 dans l'équipe néerlandaise Rabobank. Il se fait remarquer contre son gré à l'occasion de la 12e étape du Tour de France 2001, lorsqu'il chute lourdement dans la descente du col de Jau.
Éternel baroudeur, il obtient de multiples places d'honneur, terminant notamment cinquième du Tour du Piémont en 2002, mais doit attendre le Tour méditerranéen 2003 pour remporter sa première victoire dans la 1re étape, préservant 1s d'avance sur ses compagnons d'échappée. Portant trois jours le maillot de leader de la course, il l'abandonne finalement à Paolo Bettini, et termine quatrième de la course. Quelques semaines plus tard, il termine à nouveau quatrième de la Clásica de Almería. À nouveau échappé dans la 2e étape du Tour de Catalogne en juin, il y remporte sa deuxième victoire, encore avec une seconde d'avance sur le peloton. Sur le Tour de France cette année-là, il s'échappe à de très nombreuses reprises, mais sans succès. En particulier, dans la 10e étape, il est distancé par deux de ses compagnons d'échappée, Jakob Piil et Fabio Sacchi, et termine troisième à Marseille. Le surlendemain, après une journée de repos, il est à nouveau battu par son compagnon d'échappée, Juan Antonio Flecha, et termine deuxième. 
En février 2004, il est tout proche de sa première victoire dans une course d'un jour sur le Trofeo Calvia, devancé seulement par Unai Etxebarria. Il doit donc attendre 2005 pour remporter sa première course d'un jour, le Delta Profronde. La même année, il remporte sa première course par étapes, l'Uniqa Classic, en distançant Murilo Fischer dans la dernière étape. 
Il met un terme à sa carrière à la fin de l'année 2009, à 34 ans, après que Rabobank a décidé de ne pas reconduire son contrat.

## Palmarès

### Palmarès amateur
- 1995
  -  Champion des Pays-Bas de VTT espoirs
  -  Champion des Pays-Bas de cyclo-cross espoirs
- 1996
  - Omloop Schokland
- 1998
  -  Champion des Pays-Bas des élites sans contrat
  - 3e du Tour de Navarre
- 1999
  - 7e étape du Circuito Montañés

### Palmarès professionnel
- 2003
  - 1re étape du Tour méditerranéen
  - 2e étape du Tour de Catalogne
- 2004
  - 2e du Trofeo Calvia
- 2005
  - Classement général de l'Uniqa Classic
  - Delta Profronde

## Résultats sur les grands tours

### Tour de France
6 participations
- 2001 : abandon (12e étape)
- 2002 : 133e
- 2003 : 99e
- 2004 : 111e
- 2006 : abandon (15e étape)
- 2007 : 134e

### Tour d'Italie
2 participations
- 2008 : 120e
- 2009 : 153e

### Tour d'Espagne
2 participations
- 1999 : 69e
- 2005 : 67e